# Vilas (Dakota du Sud)
Pour les articles homonymes, voir Vilas.
Vilas est une municipalité américaine située dans le comté de Miner, dans l'État du Dakota du Sud. Selon le recensement de 2010, elle compte 20 habitants. La municipalité s'étend sur 2,32 milles carrés (6,01 km2).
Fondée en 1883, la localité est nommée en l'honneur de William Freeman Vilas.

## Démographie
| 1910 | 1920 | 1930 | 1940 | 1950 | 1960 |
| ---- | ---- | ---- | ---- | ---- | ---- |
| 157  | 144  | 106  | 91   | 71   | 49   |

| 1970 | 1980 | 1990 | 2000 | 2010 | - |
| ---- | ---- | ---- | ---- | ---- | - |
| 33   | 28   | 28   | 19   | 20   | - |